# Lionel Shriver
Lionel Shriver (nascida Margaret Ann Shriver; Gastonia, 18 de Maio de 1957) é uma jornalista e escritora norte-americana que vive em Londres. 
Ficou famosa por seu livro We Need to Talk About Kevin (2003), ganhador do Orange Prize for Fiction em 2005 e adaptado para o cinema em 2012.

## Biografia
Shriver nasceu em Gastonia, na Carolina do Norte, em 1957 no seio de uma família bastante religiosa. Sua mãe era dona de casa e seu pai era um pastor presbiteriano que se tornou acadêmico e presidente do Union Theological Seminary, em Nova York.
Aos 15 anos, Shriver mudou seu nome de Margaret Ann para Lionel porque não gostava do nome que seus pais lhe deram e, por apresentar características e comportamentos masculinos, achou que este era um nome mais apropriado.
Shriver estudou na Universidade Columbia (Barnard College), onde obteve um bacharelado em artes e um mestrado em belas artes. Devido ao seu trabalho de jornalista, já morou em Nairobi e em Belfast, atualmente residindo em Londres.
A autora escreveu alguns contos e 16 romances em inglês. No Brasil a escritora tem 7 livros traduzidos em português que somam mais de 150 mil exemplares vendidos.